# V-Dem Institut

Staaten, die sich wesentlich autokratisierten (rot) oder demokratisierten (blau), 2010–2020.
Gemäß V-Dem „Liberal Democracy Index“.

Das V-Dem Institut (Varieties of Democracy) ist ein unabhängiges Forschungsinstitut, das 2014 von Professor Staffan I. Lindberg gegründet wurde und die Ausprägungen der Herrschaftsformen der Staaten weltweit untersucht. Es wird von Regierungsorganisationen, der Weltbank und mehreren Forschungsinstituten finanziert. Der Hauptsitz des Projekts befindet sich im Fachbereich Politikwissenschaft der Fakultät Sozialwissenschaften der Universität Göteborg.
Zudem veröffentlicht das V-Dem Institut regelmäßig Berichte zu verschiedenen Themen. Ein jährlicher Demokratiereport beschreibt den Zustand der Demokratie in der Welt. Der Demokratiereport, der Datensatz, wissenschaftliche Artikel und Arbeitspapiere können kostenlos von der Website des Instituts heruntergeladen werden, die auch interaktive grafische Werkzeuge enthält.

## V-Dem Datensätze
Das V-Dem Institut veröffentlicht eine Reihe von hochwertigen Datensätzen, die die Merkmale der Herrschaftsformen der Staaten weltweit beschreiben. Die Datensätze werden jährlich öffentlich und kostenlos veröffentlicht. Der V-Dem Datensatz ist ein beliebter Datensatz unter Politikwissenschaftlern, der zur Beschreibung der Merkmale politischer Regime in der ganzen Welt verwendet wird. Insgesamt enthalten die vom V-Dem Institute veröffentlichten Datensätze Informationen zu Hunderten von Indikatorvariablen, die alle Aspekte des Regierens beschreiben, insbesondere zur Qualität der Demokratie, zur gesellschaftlichen Teilhabe und zu wirtschaftlichen Indikatoren.

## V-Dem Demokratieindizes
Die Demokratieindizes des V-Dem Instituts veröffentlicht mehrere hundert Indikatoren zur Demokratiequalität, die in fünf Indizes (Electoral Democracy, Liberal Democracy, Participatory Democracy, Deliberative Democracy, Egalitarian Democracy) zusammengefasst werden.

## Digital Society Project
Das „Digital Society Project“ (Projekt Digitale Gesellschaft) ist eine Untergruppe der Indikatoren, die Fragen zum politischen Status der sozialen Medien und des Internets stellt. Es misst insbesondere eine Reihe von Fragestellungen im Zusammenhang mit Internetzensur, Falschinformationen im Internet und Internetabschaltungen.